# クルンクン県

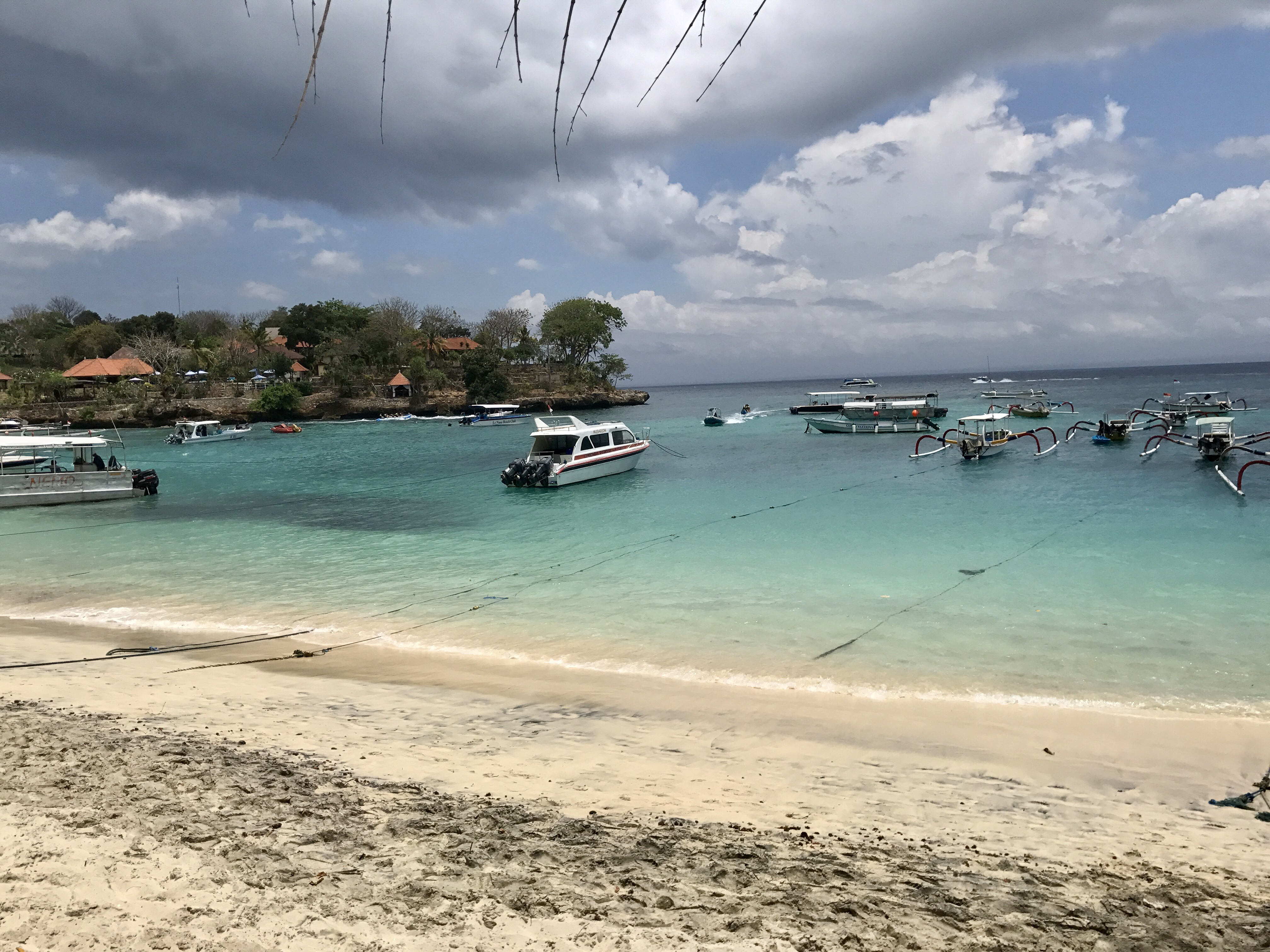

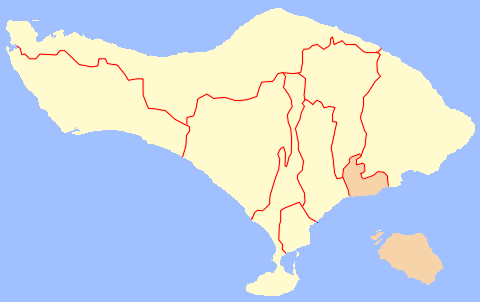
クルンクン県の位置

クルンクン県 (クルンクンけん、Kabupaten Klungkung) は、インドネシア共和国バリ州東南部の県（第二級地方自治体=Daerah Tingkat II）。県域はバリ島内には広くないが、バリ島の南東にあるペニダ島およびその属島のレンボンガン島、チェニンガン島の全体を県域としている。首都はバリ島のスマラプラ（クルンクン）。
- 首都：スマラプラ
- 面積：315.00 km²（バリ島に 112.16 km²、ペニダ島等が 202,84 km²）
- 人口：169,906人（2004年4月）.

## 隣接自治体
- ギャニャール県（西）
- バンリ県（北）
- カランガスム県（東）

## 地域
4つの郡 (Kecamatan) に分かれる。
- バンジャランカン郡
- クルンクン郡
- ダワン郡
- ペニダ島郡